# Фрактер, Норман
Норман Давид Фрактер (англ. Norman Fruchter, 11 августа 1937 года, Филадельфия, Пенсильвания — 4 января 2023 года, Бруклин, Нью-Йорк, США) — американский писатель, первый лауреат премии Эдварда Льюиса Валланта (1963). Режиссёр-документалист. Организатор образования, правозащитник и общественный деятель.

## Биография
Норман Фрактер родился в 1937 году, относительно места рождения сведения расходятся — по одним это произошло в Пенсильвании, по другим — в Камдене, штат Нью-Джерси. Его отец, Луи, работал на заводе электроники. Его мать, Бетти Фрактер (Левин), работала бухгалтером.
Норман учился в местной государственной средней школе. Затем образование продолжил в Рутгерском университете, специализировался по английской филологии, получил степень бакалавра, во время учёбы редактировал литературный журнал Anthologist. Окончил вуз в 1959 году. После переехал в Великобританию, получив стипендию Фулбрайта (из фонда, оплачивающего международные обменные программы в области образования), чтобы преподавать в средней школе.
Вернувшись в Нью-Йорк, присоединился к студенческому движению за демократизацию общества и стал активистом движения за гражданские права. Сотрудничал с британским журналом New Left Review (1960—1962), а также был редактором издания американских новых левых Studies on the Left (1959–1967). Подвергался аресту во время протестов против раздельного и неравноправного обучения в нью-йоркских школах во время проведения Всемирной выставки в Нью-Йорке 1964 года в рядах Конгресса расового равенства (англ. Congress of Racial Equality) вместе с Джеймсом Фармером, Баярдом Растином, Дональдом Харрингтоном и Майклом Харрингтоном. 
За свой дебютный роман «Coat Upon a Stick» получил первую в истории премию им. Эдварда Льюиса Валланта в 1963 году. Прежде чем стать сотрудником коллектива кинематографистов Newsreel, основанного в 1967 году, Фрактер (вместе с Робертом Мачовером) снял фильм «Нарушители спокойствия» (англ. Troublemakers) — отмеченный впоследствии наградами документальный фильм об организационных усилиях членов организации «Студенты за демократическое общество» (SDS) в «чёрных кварталах» Ньюарка (Нью-Джерси). В рамках миссии по агитации за социальные перемены члены Newsreel представляли фильмы политическим организациям и общественным группам по всей территории Соединенных Штатов. На ретроспективе Exit Art / The First World участники Newsreel Норман Фрактер, Роз Пейн и Линн Филлипс обсуждали фильмы. Фрактер был членом SDS вместе с Томом Хейденом, Джесси Алленом, Робертом Крамером, а также штатными организаторами группы: Кэрол Глассман; Терри Джефферсон; Констанс Браун; Коринна Фалес и Дерек Винанс. Его деятельность расследовала комиссия Палаты представителей по расследованию антиамериканской деятельности. 
Фрактер был соучредителем и соруководителем Независимой средней школы, альтернативной средней школы для бросивших школу или имеющих ограниченные возможности. Она стала прототипом альтернативных средних школ по всей стране на протяжении большей части 1970-х годов.
Фрактер состоял членом школьного совета в Бруклине (1983—1994). Он помог организовать кампанию за финансирование образовательных программ, участвовал в судебном разбирательстве с городскими властями Нью-Йорка по поводу финансирования школьного образования. В 1987 году выступил соучредителем и возглавил Институт образования и социальной политики в Нью-Йоркском университете, где проработал по 1996 год.
Умер 4 января 2023 года в возрасте 85 лет от травм, полученных от наезда автомобиля 22 декабря 2022 года.

## Личная жизнь
Первая жена — Рэйчел Г. Фрактер (трагически погибла в 1997 году), врач, работала на кафедре акушерства и гинекологии Университет штата Нью-Йорк почти 25 лет. После её безвременной кончины Норман женился на Хизер Льюис, бывшей сотруднице кинохроники и коллеге по школьному совету. У Фрактера было двое детей и четверо внуков.

### Художественные романы
- Coat Upon a Stick. New York, NY: Simon & Schuster. 1962. ASIN B000O3Q0HU.
- Single File. New York, NY: Alfred A. Knopf. 1970.

### Академические работы
- Restructuring and Multiculturalism: A New Alliance To Shift the Power Balance? // Celebrating Diverse Voices: Progressive Education and Equity. Thought and Practice Series. — Corwin Press, 1993. — ISBN 0-8039-6039-5.
- Rethinking the Urban Agenda / John Mollenkopf ; Ken Emerson. — Century Foundation, 2001. — P. 248. — ISBN 0-87078-465-X.

## Фильмография
- Race Against Prime Time — (Narrator (- Narration) / 1984 / Released / Albany Video)
- The People’s War — (Director / 1970 / Released /)
- WE GOT TO LIVE HERE, Robert Machover & Norman Fruchter, (1965, 16mm B&W/sound, 20 min.)
- Troublemakers, Robert Machover & Norman Fruchter, (1966, 16mm B&W/sound, 54 min.)
- FALN (1965), Peter Gessner, Norman Fruchter and Robert Machover, Robert Kramer
- Summer '68 (1969)